# Tiken Jah Fakoly
Tiken Jah Fakoly (Odienné, 23 de junio de 1968) de nombre Doumbia Moussa Fakoly, es un cantante de reggae marfileño.
En sus títulos denuncia muchas de las injusticias sociales que se cometen en el mundo, como la discriminación y la pobreza. También habla sobre las falsas promesas que hacen los políticos. Su ideología, de inclinación claramente rastafari, fue motivo de varios intentos de asesinato por parte de la comunidad oriental.
En 2004, colaboró en el disco de Dimanche à Bamako de Amadou & Mariam.

## Inicios
Descubrió el reggae a temprana edad, formando su primer grupo, Djelys, en 1987. Se hizo muy conocido a nivel regional, pero pronto ascendería al reconocimiento nacional.

## Carrera
Preocupado por la evolución social y política de su país, Tiken Jah no tardó mucho en escribir incisivos trabajos sobre el entorno político en Costa de Marfil. Uno de esos trabajos fue sobre la muerte de Félix Houphouët-Boigny en 1993, lo que resultó en una oleada de popularidad entre la juventud de la nación. En 1998, Fakoly hizo su primera aparición internacional en París, Francia.
Tiken Jah Fakoly toca música "para despertar las conciencias". Su música habla de las muchas injusticias cometidas contra la gente de su país y los africanos en general, además de incitar al panafricanismo y al resurgimiento económico, político y cultural de África. Como tal, muchos oyentes africanos sienten una profunda afinidad con sus letras, ya que Fakoly habla por las personas oprimidas. Esta conexión ha ayudado a que Tiken Jah Fakoly sea un artista muy escuchado en todo el mundo.
Desde el aumento de la inestabilidad política y la xenofobia en Costa de Marfil y después de recibir amenazas de muerte por sus letras, Fakoly vive exiliado en Bamako, Malí desde 2003. En diciembre de 2007, Fakoly fue declarado persona non grata en Senegal tras criticar al presidente Abdoulaye Wade.
En 2009, Tiken Jah lanzó una campaña titulada "Un concert une école", o "Un concierto, una escuela". A través de la campaña, y en colaboración con instituciones y asociaciones, pudo financiar la construcción de una escuela en el pueblo de Touroni y un colegio en Dianké, Malí. Realizó conciertos en Burkina Faso, Costa de Marfil y Guinea, acompañados de una vasta campaña de comunicación a favor de la educación.
Tiken Jah Fakoly ha grabado varios temas con otros artistas. Aparece en Steel Pulse: African Holocaust, en Didier Awadi: Stoppez les criminels, en Riké: Airt Frais, en Bernard Lavilliers: Carnets De Bord, en Amadou & Mariam: Dimanche À Bamako, en Dub Incorporation: Diversité y en Tata Pound: Cikan. También aparece en las películas Africa's Reggae Legend in the Making, dirigida por Mackie Fagan y en Les Oiseaux Du Ciel, dirigida por Eliane de Latour. Además de en la compilación African Consciences con Mebgane N'Dour.

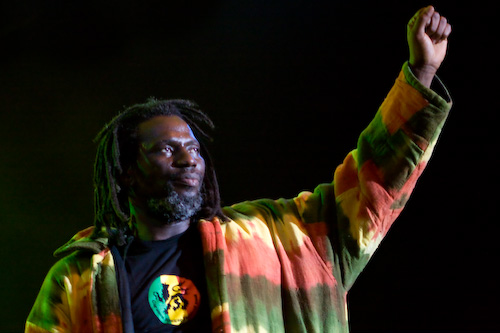
Tiken Jah Fakoly en 2008.

Tiken Jah participó activamente en el documental Sababou de Samir Benchikh que tiene como objetivo promover una imagen positiva de África y especialmente de Costa de Marfil, demostrando cómo personas como Tiken se han comprometido a mejorar las condiciones de vida de las personas en África occidental a través de la paz y la democracia, combatir el hambre, promover la educación, etc. En 2014 contribuyó al tema Cocoa Na Chocolate con otros artistas africanos, en apoyo a la campaña Do Agric, It Pays de ONE.

## Vida personal
A pesar de ser un cantante de reggae y de tener un profundo respeto por la cultura rastafari, Tiken Jah provenía de una familia musulmana y sigue siendo musulmán practicante en la actualidad. Su familia tardó en apoyar su carrera de reggae. Ocasionalmente fuma marihuana, pero alienta a otros a que no lo hagan.

## Discografía
- 1993: Djelys (Djelys)
- 1994: Missiri (Djelys)
- 1996: Mangercratie
- 1999: Cours d'histoire (1999 : Costa de Marfil; 2000 : Resto del mundo)
- 2000: Le Caméléon
- 2002: Françafrique
- 2004: Coup de gueule
- 2007: L'Africain
- 2008: Live a Paris (directo)
- 2010: African Revolution
- 2012: Alerte EP
- 2014: Dernier appel
- 2015: Racines
- 2016: Bonus
- 2019: Le monde est chaud
- 2022: Braquage de pouvoir
- 2024: "Acoustic"